# Bob Ctvrtlik
Robert Jan "Bob" Ctvrtlik, född 8 juli 1963 i Long Beach i Kalifornien, är en amerikansk före detta volleybollspelare.
Ctvrtlik blev olympisk guldmedaljör i volleyboll vid sommarspelen 1988 i Seoul.